# Humberto Pedrero Moreno
Humberto Pedrero Moreno es un político mexicano, que fue miembro del Partido Verde Ecologista de México. Fue diputado federal para el periodo de 2018 a 2019.

## Biografía
Humberto Pedrero es licenciado en Economía egresado del Instituto Tecnológico Autónomo de México, en donde fue además director de la gaceta de Economía y docente asistente de Finanzas Públicas.
En 2014 fue nombrado Tesorero único de la Secretaría de Hacienda del estado de Chiapas y en 2016 asumió la titulatidad de la misma Secretaría de Hacienda, todo ello en el gobierno de Manuel Velasco Coello. Renunció a la secretaría de Hacienda en 2018 al ser postulado candidato a diputado federal por el Distrito 2 de Chiapas. 
Electo al cargo, sin embargo el 1 de agosto la sala regional de Xalapa del Tribunal Electoral del Poder Judicial de la Federación le retiró la condición de diputado electo debido a que acreditó que habría presentado documentación falsa para acreditarse presuntamente como ciudadano indígena del distrito 2; pero el 20 de agosto la sala superior del mismo Tribunal les devolvió la constancia de mayoría por lo que pudo asumir la diputación el 1 de septiembre como miembro de la bancada del Partido Verde.
El 4 de septiembre de 2018 se anunció su incorporación a la bancada del Movimiento Regeneración Nacional junto con otros cuatro antiguos diputados del Partido Verde.
El 21 de agosto de 2019 solicitó y obtuvo licencia indefinida a su cargo de diputado federal, para asumir el cargo de director de Administración y Finanzas del Instituto Mexicano del Seguro Social.